# Neukirchen (Zwickau)
Neukirchen es un municipio situado en el distrito de Zwickau, en el estado federado de Sajonia (Alemania), a una altitud de 250 metros. Su población a finales de 2016 era de unos 4000 habitantes y su densidad poblacional, 230 hab/km².